# Nabój 7,63 × 25 mm Mauser
7,63 × 25 mm Mauser (.30 Mauser Automatic) – nabój pistoletowy skonstruowany pod koniec XIX wieku na bazie naboju 7,65 mm Borchardt. Przeznaczony dla pistoletu Mauser C/96. Jego wersją jest nabój 7,62 × 25 mm TT.